# Nathan for You
Nathan for You is een Amerikaanse televisieserie waarin de Canadese komiek Nathan Fielder adviezen geeft aan ondernemers. De eerste aflevering werd op 28 februari 2013 uitgezonden op Comedy Central. Nathan for You wordt gepresenteerd als een documentaireprogramma, maar het is niet duidelijk of de gebeurtenissen gespeeld of waargebeurd zijn. Fielder zegt de ondernemers te willen helpen, maar met zijn absurde adviezen bereikt hij zelden succes.
Voor het tweede seizoen opende Fielder in februari 2014 in Los Angeles een koffiehuis, genaamd 'Dumb Starbucks', met het logo en de huisstijl van de Amerikaanse keten Starbucks. Het gebruik van deze handelsmerken was volgens de programmamakers toegestaan op grond van de fair use-bepaling uit het Amerikaanse auteursrecht, omdat met de toevoeging van het woord 'dumb' (Engels voor 'stom') commentaar werd geleverd op het bedrijf Starbucks. Amerikaanse juristen trokken deze bewering in twijfel. Een paar dagen na de opening werd het koffiehuis door de gemeente gesloten, omdat er geen vergunning voor was gegeven.

## Afleveringen
| Nr. | Titel                                   | Kijkcijfers | Uitzenddatum     | Productiecode |  |
| --- | --------------------------------------- | ----------- | ---------------- | ------------- |  |
| 1   | Yogurt Shop / Pizzeria                  | 354.000     | 28 februari 2013 | 101           |  |
| 2   | Santa / Petting Zoo                     | 570.000     | 7 maart 2013     | 102           |  |
| 3   | Clothing Store / Restaurant             | 428.000     | 14 maart 2013    | 104           |  |
| 4   | Gas Station / Caricature Artist         | 394.000     | 21 maart 2013    | 103           |  |
| 5   | Haunted House / The Hunk                | 467.000     | 28 maart 2013    | 107           |  |
| 6   | Funeral Home / Burger Joint / Skydiving | 441.000     | 4 april 2013     | 106           |  |
| 7   | The Claw of Shame                       | 517.000     | 11 april 2013    | 105           |  |
| 8   | Private Investigator / Taxi Company     | n.n.b.      | 18 april 2013    | 108           |  |